# 4Love
《4Love》는 대한민국의 가수 김정민의 두 번째 정규 음반이다. 타이틀곡인 〈슬픈 언약식〉이 크게 히트했다. 이 곡이 KBS 《가요톱10》에서 5주간 1위에 올라 골든컵을 수상하면서 그해 겨울 전국은 김정민 열풍에 휩싸였다. 후속곡 〈마지막 약속〉도 1위에 오르며 연이어 히트했다.

## 골든컵
김정민의 데뷔는 경원전문대(현 가천대) 캠퍼스 밴드 보헤미안의 1년 후배인 김민우보다 늦었다. 하지만 그는 1집 수록곡 〈그대 사랑 안에 머물러〉를 히트시키며 단번에 주목받았다. 큰 키에 미남인 그가 TV에 출연하자 인기는 급상승했다.
김정민 2집 《4Love》은 1995년 가을 미지움에서 CD로만 발매했다. 히든 트랙까지 총 9곡의 수록곡 중 타이틀곡 〈슬픈 언약식〉이 크게 히트했다. 그해 겨울 내내 전국이 김정민 열풍에 휩싸이며 이 노래는 다음해인 1996년 1월 KBS 《가요톱10》에서 5주간 1위에 올라 골든컵을 수상한다. 후속곡 〈마지막 약속〉도 3월에 다시 정상에 오르는 기염을 토한다.

## 최전성기
서태지와 아이들을 비롯한 아이돌 가수의 댄스 음악이 본격적으로 강세를 보였던 당시, 김정민의 힘 있는 발라드는 큰 사랑을 받았다. 1996년 말 발표한 3집 타이틀곡 〈애인〉이 12월 첫 주 1위에 오르면서 그는 한 해에 넘버원 히트곡을 3곡이나 발표한 가수가 됐다.
한 곡 한 곡 절창하는 그의 가창 스타일은 허스키한 목소리에 힘입어 발라드에서 더욱 빛났다. 1996년 한 해 동안 이어진 꾸준한 인기로 김정민은 1996년 KBS 올해의 가수상을 수상하며 최전성기를 구가했다.
이후 배우를 겸업하며 연기자로도 성공한 그는 2005년 플라워의 고성진, 김우디와 함께 그룹 리플레이를 결성해 앨범을 발표했고, 2006년에는 재일동포 3세인 일본 아이돌 출신 가수 다니 루미코와 결혼했다.

## 수록곡
| #            | 제목                   | 작사                     | 작곡                     | 재생 시간 |
| ------------ | ---------------------- | ------------------------ | ------------------------ | --------- |
| 1.           | 〈슬픈 언약식〉        | 박주연                   | 이경섭                   | 4:36      |
| 2.           | 〈Love Potion No. 9〉  | 제리 리버, 마이크 스톨러 | 제리 리버, 마이크 스톨러 | 2:47      |
| 3.           | 〈마지막 약속〉        | 하해룡                   | 고성진                   | 4:11      |
| 4.           | 〈상상〉               | 김정민                   | 최태완                   | 4:00      |
| 5.           | 〈언제나 항상 내곁에〉 | 한경혜                   | COTINE ZIOUIE COMPO      | 3:46      |
| 6.           | 〈붐붐붐〉             | 한경혜                   | 이경섭                   | 3:26      |
| 7.           | 〈이젠 다시〉          | 장경아                   | 박정원                   | 4:20      |
| 8.           | 〈Good Bye〉           | 김정민                   | 김정민                   | 4:28      |
| 총 재생 시간 | 총 재생 시간           | 총 재생 시간             | 총 재생 시간             | 36:17     |